# Eupithecia szelenyica
Eupithecia szelenyica är en fjärilsart som beskrevs av András Vojnits 1974. Eupithecia szelenyica ingår i släktet Eupithecia och familjen mätare. Inga underarter finns listade i Catalogue of Life.